# Allobaccha sinuata
Allobaccha sinuata är en tvåvingeart som först beskrevs av Enrico Adelelmo Brunetti 1929.  Allobaccha sinuata ingår i släktet Allobaccha och familjen blomflugor.
Artens utbredningsområde är Ghana. Inga underarter finns listade i Catalogue of Life.